# Adam Garcia
Pour les articles homonymes, voir García.
Adam Garcia est un acteur australien né le 1er juin 1973 à Wahroonga (Nouvelle-Galles du Sud). C'est aussi un danseur de claquettes.

## Biographie
Adam Garcia quitte l'université pour prendre un rôle dans la production de la comédie musicale Hot Shoe Shuffle, qui fait une tournée en Australie pendant deux ans avant d'être transférée à Londres. Il reste ensuite en Angleterre pour prendre part à d'autres comédies musicales de West End.
Sa carrière d'acteur de film commence en 1997, quand il joue le rôle de Jones dans le biopic Oscar Wilde. Garcia joue le rôle de Tony Manero, dans la comédie musicale Saturday Night Fever qui dure de 1998 à 1999, à Londres. Il atteint le n° 15 dans le classement des singles au Royaume-Uni en 1998 avec sa reprise de la chanson Bee Gees "Night Fever", tiré du film La Fièvre du samedi soir. Sa deuxième participation dans un long métrage sera pour le film Coyote Girls, sorti en 2000. Plus tard, il joue le rôle de Sean dans Bootmen. En 2004, il joue le rôle de Stu Wolff aux côtés de Lindsay Lohan et Megan Fox dans le film Le Journal intime d'une future star.
Danseur de claquettes, il participera à la cérémonie d'ouverture des jeux olympiques de Sydney, en 2000.
En 2007, il prend le rôle de Fiyero dans la production originale de Londres Wicked, aux côtés d'Idina Menzel (plus tard remplacée par Kerry Ellis) et Helen Dallimore.
En 2010, Garcia apparaît aux côtés d'Ashley Banjo (Diversity) et Kimberly Wyatt (The Pussycat Dolls) en tant que juge dans l'émission de télé réalité britannique Got to Dance.
Il joue en 2012 dans le spectacle musical Revolution avec Kimberley Wyatt entre autres puis participe durant l'été à la comédie musicale Kiss Me, Kate, jouée à l'occasion du Chichester Festival Theatre, mis en scène par Trevor Nunn et chorégraphiée par Stephen Meare.
En 2013, il devient le quatrième juge de la version australienne de l'émission Dancing with the Stars.

## Filmographie

### Cinéma
- 1997 : Oscar Wilde (Wilde) de Brian Gilbert : Jones
- 2000 : Coyote Girls (Coyote Ugly) : Kevin O'Donnell
- 2000 : Bootmen : Sean Odken
- 2001 : Écarts de conduite (Riding in Cars with Boys) : Jason
- 2002 : Les 20 premiers millions de Mick Jackson : Andy
- 2003 : Kangourou Jack (Kangaroo Jack) : Kangaroo Jack (voix)
- 2004 : Love's Brother : Gino Donnini
- 2004 : Le Journal intime d'une future star (Confessions of a Teenage Drama Queen) : Stu
- 2004 : Fascination : Scott Doherty
- 2005 : Standing Still : Michael

### Télévision
- 1998 : Dream Team (série télévisée) : Noah
- 2004 : Miss Marple (série télévisée) : Raymond Starr (épisode 1.01 : Un cadavre dans la bibliothèque)
- 2005 : Riot at the Rite (téléfilm) : Vaslav Nijinsky
- 2005 : Doctor Who (série télévisée) : Alex (épisode 2.00 : L'Invasion de Noël)
- 2008 : Britannia High (série télévisée) : Stefan (5 épisodes)
- 2009 : Hawthorne : Infirmière en chef (série télévisée) : Nick Mancini (4 épisodes)
- 2009 : Flight of the Conchords (série télévisée) : un odieux australien (épisode 2.03 : Les Brets sauvages)
- 2011 : Dr House (série télévisée) : Ted (épisode 6.20 : Le copain d'avant)
- 2011 : Threesome (série télévisée) : Dave
- 2013 : Camp (série télévisée) : Todd (10 épisodes)
- 2014 : The Code (série télévisée) : Perry Benson